# Nikolas Breuckmann
Nikolas P. Breuckmann, né en 1988 à Duisbourg, est un physicien mathématicien allemand,. Il est professeur (lecturer) à l'Université de Bristol et travaille sur la théorie de l'information quantique.
Il est connu pour ses travaux (avec Anurag Anshu et Chinmay Nirkhe) sur la preuve de la conjecture NLTS, un célèbre problème ouvert de la théorie de l'information quantique,.
En 2023, il a reçu la médaille et le prix James Clerk Maxwell de l'Institute of Physics,.